# Koralmbahn
| |                      |                                                            |                                                            |
| Streckennummer (ÖBB): | 401 01               |                                                            |                                                            |
| Streckenlänge: | 127 km               |                                                            |                                                            |
| Spurweite: | 1435 mm (Normalspur) |                                                            |                                                            |
| Stromsystem: | 15 kV 16,7 Hz ~      |                                                            |                                                            |
| Maximale Neigung: | 8 ‰                  |                                                            |                                                            |
| Minimaler Radius: | 3000 m               |                                                            |                                                            |
| Streckengeschwindigkeit: | 250 km/h             |                                                            |                                                            |
| |                      |                                                            |                                                            |
| \| \| \| Südbahn von Wien Hbf \| \| \| \| 0,000 \| Graz Hbf \| 364 m ü. A. \| \| \| \| Köflacherbahn nach Köflach \| \| \| \| \| B 70 \| \| \| \| 1,715 \| Graz Don Bosco \| 358 m ü. A. \| \| \| \| Steirische Ostbahn nach Szentgotthárd \| \| \| \| 4,803 \| Graz Puntigam \| 346 m ü. A. \| \| \| \| B 67a \| \| \| \| \| B 67 \| \| \| \| 7,050 \| Feldkirchen-Seiersberg \| 340 m ü. A. \| \| \| \| Brücke GW14 (A 2, Länge 50 m) \| \| \| \| 7,440 \| geplante Abzweigung Steirische Ostbahn \| geplante Abzweigung Steirische Ostbahn \| \| \| 7,440 \| Südbahn nach Spielfeld-Straß \| Südbahn nach Spielfeld-Straß \| \| \| \| Flughafen Graz vorerst nur geplant \| \| \| \| 8,727 \| Unterflurtrasse Feldkirchen – Flughafen (3249 m) \| Unterflurtrasse Feldkirchen – Flughafen (3249 m) \| \| \| 16,592 \| Cargo Terminal Graz (Süd) \| Cargo Terminal Graz (Süd) \| \| \| \| Wundschuh \| \| \| \| 17,611 \| Verbindungsgleis Südbahn nach Spielfeld-Straß \| Verbindungsgleis Südbahn nach Spielfeld-Straß \| \| \| 20,101 \| Verbindungsgleis Südbahn von Werndorf \| Verbindungsgleis Südbahn von Werndorf \| \| \| 20,575 \| Unterführung Weitendorf (A 9, 1275 m) \| Unterführung Weitendorf (A 9, 1275 m) \| \| \| \| Kainachbrücke (115 m) \| \| \| \| 22,665 \| Hengsbergtunnel (1695 m) \| Hengsbergtunnel (1695 m) \| \| \| 24,371–24,860 \| Hengsberg \| Hengsberg \| \| \| \| Stainzbach \| \| \| \| 30,048–30,917 \| Gleisdreieck Wohlsdorf mit Wieserbahn von Lieboch \| Gleisdreieck Wohlsdorf mit Wieserbahn von Lieboch \| \| \| 30,320–31,756 \| Wettmannstätten \| Wettmannstätten \| \| \| 31,957 \| Wieserbahn nach Wies-Eibiswald (über Groß Sankt Florian) \| Wieserbahn nach Wies-Eibiswald (über Groß Sankt Florian) \| \| \| 33,912 \| Laßnitz \| Laßnitz \| \| \| 38,050 \| Wieserbahn von Lieboch über Groß Sankt Florian \| Wieserbahn von Lieboch über Groß Sankt Florian \| \| \| 37,590–39,149 \| Weststeiermark \| Weststeiermark \| \| \| 38,577 \| Wieserbahn nach Wies-Eibiswald über Deutschlandsberg Stadt \| Wieserbahn nach Wies-Eibiswald über Deutschlandsberg Stadt \| \| \| 40,834 \| Ostportal Koralmtunnel (32.894 m) \| Ostportal Koralmtunnel (32.894 m) \| \| \| \| Landesgrenze Steiermark / Kärnten \| \| \| \| 73,728 \| Westportal Koralmtunnel \| Westportal Koralmtunnel \| \| \| \| Lavanttalbahn \| \| \| \| \| Lavant \| \| \| \| 74,794 \| St. Paul im Lavanttal \| St. Paul im Lavanttal \| \| \| \| Deutsch Grutschen (2550 m) \| \| \| \| \| Einhausung Granitztal (430 m) über Granitzbach \| \| \| \| \| Langer Berg (3096 m) \| \| \| \| \| B 80 \| \| \| \| \| Jauntalbrücke (429 m) \| \| \| \| 87,178–87,338 \| Wiederndorf-Aich \| Wiederndorf-Aich \| \| \| 87 \| Jauntalbahn nach Bleiburg \| Jauntalbahn nach Bleiburg \| \| \| \| B 80a \| \| \| \| \| Wildquerung \| \| \| \| 93,879 \| Drautalbahn von Maribor \| Drautalbahn von Maribor \| \| \| 94,300 \| Mittlern \| Mittlern \| \| \| \| B 82 \| \| \| \| 101,552 \| Grünbrücke Kühnsdorf (495 m) \| Grünbrücke Kühnsdorf (495 m) \| \| \| 102,600 \| Kühnsdorf Klopeiner See \| Kühnsdorf Klopeiner See \| \| \| 103,509 \| Grünbrücke Peratschitzen (160 m) \| Grünbrücke Peratschitzen (160 m) \| \| \| 104,100 \| Tunnel Srejach (620 m) \| Tunnel Srejach (620 m) \| \| \| 105,200 \| Tunnel Untersammelsdorf (664 m) \| Tunnel Untersammelsdorf (664 m) \| \| \| 107,200 \| Tunnel Stein (2100 m) \| Tunnel Stein (2100 m) \| \| \| \| Draubrücke (600 m) \| \| \| \| \| Tunnel Lind (490 m) \| \| \| \| \| Einhausung Grafenstein 633 m \| \| \| \| 114,657 \| Grafenstein \| Grafenstein \| \| \| \| Gurkbrücke \| \| \| \| \| B 70d \| \| \| \| \| Glanbrücke \| \| \| \| 124,322 \| Klagenfurt Ebenthal \| Klagenfurt Ebenthal \| \| \| 125,000 \| Klagenfurt Fbf \| Klagenfurt Fbf \| \| \| \| Rosentalbahn von St. Veit an der Glan \| \| \| \| 125,881 \| Klagenfurt Hbf \| 440 m ü. A. \| \| \| \| Rosentalbahn nach Jesenice \| \| \| \| \| Drautalbahn nach San Candido/Innichen \| \| |                      |                                                            |                                                            |
| Strecke |                      | Südbahn von Wien Hbf                                       | Südbahn von Wien Hbf                                       |
| Bahnhof | 0,000                | Graz Hbf                                                   | 364 m ü. A.                                                |
| Abzweig geradeaus und nach rechts |                      | Köflacherbahn nach Köflach                                 | Köflacherbahn nach Köflach                                 |
| |                      | B 70                                                       |                                                            |
| Bahnhof | 1,715                | Graz Don Bosco                                             | 358 m ü. A.                                                |
| Abzweig geradeaus und nach links |                      | Steirische Ostbahn nach Szentgotthárd                      | Steirische Ostbahn nach Szentgotthárd                      |
| Bahnhof | 4,803                | Graz Puntigam                                              | 346 m ü. A.                                                |
| |                      | B 67a                                                      |                                                            |
| |                      | B 67                                                       |                                                            |
| Haltepunkt / Haltestelle | 7,050                | Feldkirchen-Seiersberg                                     | 340 m ü. A.                                                |
| |                      | Brücke GW14 (A 2, Länge 50 m)                              |                                                            |
| Abzweig geradeaus und ehemals von links | 7,440                | geplante Abzweigung Steirische Ostbahn                     | geplante Abzweigung Steirische Ostbahn                     |
| Abzweig ehemals geradeaus und nach links | 7,440                | Südbahn nach Spielfeld-Straß                               | Südbahn nach Spielfeld-Straß                               |
| Bahnhof Tunnelanfang (Strecke außer Betrieb) |                      | Flughafen Graz vorerst nur geplant                         | Flughafen Graz vorerst nur geplant                         |
| Tunnelende (Strecke außer Betrieb) | 8,727                | Unterflurtrasse Feldkirchen – Flughafen (3249 m)           | Unterflurtrasse Feldkirchen – Flughafen (3249 m)           |
| Abzweig geradeaus und von links (Strecke außer Betrieb) | 16,592               | Cargo Terminal Graz (Süd)                                  | Cargo Terminal Graz (Süd)                                  |
| Dienststation / Betriebs- oder Güterbahnhof (Strecke außer Betrieb) |                      | Wundschuh                                                  | Wundschuh                                                  |
| Abzweig geradeaus und nach links (Strecke außer Betrieb) | 17,611               | Verbindungsgleis Südbahn nach Spielfeld-Straß              | Verbindungsgleis Südbahn nach Spielfeld-Straß              |
| Abzweig ehemals geradeaus und von links | 20,101               | Verbindungsgleis Südbahn von Werndorf                      | Verbindungsgleis Südbahn von Werndorf                      |
| Tunnel | 20,575               | Unterführung Weitendorf (A 9, 1275 m)                      | Unterführung Weitendorf (A 9, 1275 m)                      |
| Brücke über Wasserlauf |                      | Kainachbrücke (115 m)                                      | Kainachbrücke (115 m)                                      |
| Tunnel | 22,665               | Hengsbergtunnel (1695 m)                                   | Hengsbergtunnel (1695 m)                                   |
| Haltepunkt / Haltestelle | 24,371–24,860        | Hengsberg                                                  | Hengsberg                                                  |
| Brücke über Wasserlauf |                      | Stainzbach                                                 | Stainzbach                                                 |
| Abzweig geradeaus, nach rechts und von rechts | 30,048–30,917        | Gleisdreieck Wohlsdorf mit Wieserbahn von Lieboch          | Gleisdreieck Wohlsdorf mit Wieserbahn von Lieboch          |
| Bahnhof | 30,320–31,756        | Wettmannstätten                                            | Wettmannstätten                                            |
| Abzweig ehemals geradeaus und nach rechts | 31,957               | Wieserbahn nach Wies-Eibiswald (über Groß Sankt Florian)   | Wieserbahn nach Wies-Eibiswald (über Groß Sankt Florian)   |
| Brücke über Wasserlauf (Strecke außer Betrieb) | 33,912               | Laßnitz                                                    | Laßnitz                                                    |
| Abzweig geradeaus und von rechts (Strecke außer Betrieb) | 38,050               | Wieserbahn von Lieboch über Groß Sankt Florian             | Wieserbahn von Lieboch über Groß Sankt Florian             |
| Bahnhof (Strecke außer Betrieb) | 37,590–39,149        | Weststeiermark                                             | Weststeiermark                                             |
| Abzweig geradeaus und nach rechts (Strecke außer Betrieb) | 38,577               | Wieserbahn nach Wies-Eibiswald über Deutschlandsberg Stadt | Wieserbahn nach Wies-Eibiswald über Deutschlandsberg Stadt |
| Tunnelanfang (Strecke außer Betrieb) | 40,834               | Ostportal Koralmtunnel (32.894 m)                          | Ostportal Koralmtunnel (32.894 m)                          |
| Grenze (Strecke außer Betrieb) (im Tunnel) |                      | Landesgrenze Steiermark / Kärnten                          | Landesgrenze Steiermark / Kärnten                          |
| Tunnelende (Strecke außer Betrieb) | 73,728               | Westportal Koralmtunnel                                    | Westportal Koralmtunnel                                    |
| Abzweig ehemals geradeaus und von rechts |                      | Lavanttalbahn                                              | Lavanttalbahn                                              |
| Brücke über Wasserlauf |                      | Lavant                                                     | Lavant                                                     |
| Bahnhof | 74,794               | St. Paul im Lavanttal                                      | St. Paul im Lavanttal                                      |
| Strecke geradeaus (im Tunnel) |                      | Deutsch Grutschen (2550 m)                                 | Deutsch Grutschen (2550 m)                                 |
| Brücke über Wasserlauf (im Tunnel) |                      | Einhausung Granitztal (430 m) über Granitzbach             | Einhausung Granitztal (430 m) über Granitzbach             |
| Strecke (im Tunnel) |                      | Langer Berg (3096 m)                                       | Langer Berg (3096 m)                                       |
| |                      | B 80                                                       |                                                            |
| Brücke über Wasserlauf |                      | Jauntalbrücke (429 m)                                      | Jauntalbrücke (429 m)                                      |
| Haltepunkt / Haltestelle | 87,178–87,338        | Wiederndorf-Aich                                           | Wiederndorf-Aich                                           |
| Abzweig geradeaus und nach links | 87                   | Jauntalbahn nach Bleiburg                                  | Jauntalbahn nach Bleiburg                                  |
| |                      | B 80a                                                      |                                                            |
| Strecke mit Straßenbrücke |                      | Wildquerung                                                | Wildquerung                                                |
| Abzweig geradeaus und von links | 93,879               | Drautalbahn von Maribor                                    | Drautalbahn von Maribor                                    |
| Haltepunkt / Haltestelle | 94,300               | Mittlern                                                   | Mittlern                                                   |
| |                      | B 82                                                       |                                                            |
| Tunnel | 101,552              | Grünbrücke Kühnsdorf (495 m)                               | Grünbrücke Kühnsdorf (495 m)                               |
| Bahnhof | 102,600              | Kühnsdorf Klopeiner See                                    | Kühnsdorf Klopeiner See                                    |
| Tunnel | 103,509              | Grünbrücke Peratschitzen (160 m)                           | Grünbrücke Peratschitzen (160 m)                           |
| Tunnel | 104,100              | Tunnel Srejach (620 m)                                     | Tunnel Srejach (620 m)                                     |
| Tunnel | 105,200              | Tunnel Untersammelsdorf (664 m)                            | Tunnel Untersammelsdorf (664 m)                            |
| Tunnel | 107,200              | Tunnel Stein (2100 m)                                      | Tunnel Stein (2100 m)                                      |
| Brücke über Wasserlauf |                      | Draubrücke (600 m)                                         | Draubrücke (600 m)                                         |
| Tunnel |                      | Tunnel Lind (490 m)                                        | Tunnel Lind (490 m)                                        |
| Tunnel |                      | Einhausung Grafenstein 633 m                               | Einhausung Grafenstein 633 m                               |
| Bahnhof | 114,657              | Grafenstein                                                | Grafenstein                                                |
| Brücke über Wasserlauf |                      | Gurkbrücke                                                 | Gurkbrücke                                                 |
| |                      | B 70d                                                      |                                                            |
| Brücke über Wasserlauf |                      | Glanbrücke                                                 | Glanbrücke                                                 |
| Haltepunkt / Haltestelle | 124,322              | Klagenfurt Ebenthal                                        | Klagenfurt Ebenthal                                        |
| Dienststation / Betriebs- oder Güterbahnhof | 125,000              | Klagenfurt Fbf                                             | Klagenfurt Fbf                                             |
| Abzweig geradeaus und von rechts |                      | Rosentalbahn von St. Veit an der Glan                      | Rosentalbahn von St. Veit an der Glan                      |
| Bahnhof | 125,881              | Klagenfurt Hbf                                             | 440 m ü. A.                                                |
| Abzweig geradeaus und nach links |                      | Rosentalbahn nach Jesenice                                 | Rosentalbahn nach Jesenice                                 |
| Strecke |                      | Drautalbahn nach San Candido/Innichen                      | Drautalbahn nach San Candido/Innichen                      |

Koordinaten: 46° 46′ N, 15° 1′ O
Die Koralmbahn (ursprünglich Koralpenbahn) ist eine in Bau befindliche Eisenbahn-Neubaustrecke zwischen Graz und Klagenfurt. Sie soll die Fahrzeit zwischen beiden Städten für die Schnellzüge von rund drei Stunden auf 45 Minuten verkürzen. Gemeinsam mit dem Semmering-Basistunnel soll sie als Baltisch-Adriatische Achse als Flachbahn den Güterverkehr erleichtern. Die Strecke ist 126 km lang und wird auf eine Höchstgeschwindigkeit von 250 km/h ausgelegt.
Vorgesehen ist (Stand Juli 2025), dass am 14. Dezember 2025 der planmäßige Gesamtverkehr auf der Koralmbahn beginnt. Eine abschnittweise Inbetriebnahme der Koralmbahn erfolgte seit Dezember 2010 .
Kernstück der Koralmbahn ist der mit zwei, jeweils 32,9 km langen Röhren hergestellte Koralmtunnel; bis zu 1200 Meter hoch überdeckt von der Koralpe, landläufig Koralm genannt.

## Überblick
Infolge Zerfalls der Donaumonarchie wurden auf Grund des Friedensvertrages von St. Germain per 10. September 1919 die Strecken der k.k. privilegierten Südbahngesellschaft auf die drei Staaten Deutsch-Österreich, Königreich der Serben, Kroaten und Slowenen und Italien aufgeteilt. Durch die Abtrennung der Untersteiermark kam die 1863 und 1864 in Betrieb genommene „Kärntner Bahn“ (Marburg an der Drau–Bleiburg–Klagenfurt–Villach) im Abschnitt zwischen Marburg und der neuen Staatsgrenze bei Bleiburg zu Jugoslawien.
Um Mitte der 1920er-Jahre erstrebte der Kärntner Landtag die Herstellung einer „Kärntner Ostbahn“ Klagenfurt–Wolfsberg–Packsattel–Mooskirchen–Graz. Abgelehnt auf Parlamentsebene; gleichsam das Projekt einer Koralpenbahn. Damals wurde solch ein Bau auch als Arbeitsbeschaffungsmaßnahme zur Bekämpfung der Arbeitslosigkeit gewertet und das nämliche Projekt zur Schicksalsfrage Kärntens und der Steiermark erhoben.
Nach dem Zweiten Weltkrieg – unter dem Eindruck des „Eisernen Vorhangs“ und der seit 1920 dauernden Randlage – wurde auf Wissenschaftsebene versucht, eine Koralpenbahn samt Koralpentunnel politisch bewusst zu machen, angestrebt von Karl Klugar, Vorstand des Instituts für Eisenbahnwesen und Verkehr an der TU Graz. Ihm folgte 1984 Klaus Riessberger und entwickelte als Institutsvorstand die „Drei-Loch-Theorie“ – Semmering-Basistunnel, Koralpentunnel und Bosruck-Basistunnel (samt Neuer Pyhrnbahn), die die Steiermark aus ihrer Randlage herausführen sollten.
1990 titelte die Grazer Kleine Zeitung einen Gastkommentar: „Koralpenbahn mit zwanzig Jahren Verspätung“. Zeitgleich, in den Jahren 1989 bis 1992, engagierte sich die Kleine Zeitung, unter Chefredakteur Fritz Csoklich, zum Ausbau der Eisenbahn in Südösterreich. Im März 1987 hatte anlässlich des 150-jährigen Jubiläums der Eisenbahn in Österreich Günter Auferbauer in der Südost-Tagespost einen Ist-Soll-Vergleich verfasst, sinngemäß „Mehr Güter und Personen für die Eisenbahn“. Die fünf Teile der Serie wurden jeweils auf „Seite Drei“ platziert. Politische Aufmerksamkeit war erstmals erreicht worden.
Die Koralmbahn hat ihre südwärts führende Fortsetzung – im Sinne der Baltisch-Adriatischen Achse (BAA) – ab dem Grenzbahnhof Tarvisio Boscoverde auf italienischem Territorium über die Pontafelbahn (italienisch Pontebbana) Richtung Udine.
Das Kernstück der Koralmbahn ist der Koralmtunnel. Bis ins Jahr 2009 wurden sowohl auf Kärntner Seite als auch auf steirischem Boden jeweils Sondierstollen vorgetrieben. Im weststeirischen Frauental erfolgte am 20. März 2009 der Spatenstich für das Baulos „Koralmtunnel I“, womit der eigentliche Tunnelvortrieb offiziell gestartet wurde. Der Koralmtunnel sollte bis zum Jahr 2016 zuerst einspurig fertiggestellt werden, die Teilstrecke Graz–Deutschlandsberg eingleisig bereits Ende 2010. Die geschätzten Gesamtkosten der Koralmbahn betragen gemäß dem Rahmenplan 2007–2012 4,9 Mrd. Euro. Der Termin zur gesamtheitlichen Fertigstellung der Strecke wurde mehrmals verschoben: von ursprünglich 2016 auf 2018 usw. Die Inbetriebnahme des Gesamtverkehrs soll zum Fahrplanwechsel per 14. Dezember 2025 erfolgen.
Seit dem 13. Dezember 2010 verkehrt die  Graz Hauptbahnhof–Wies-Eibiswald teils über die Südbahn und die Koralmbahn. Damit sind der Südbahn-Umsteigepunkt Werndorf einbezogen und der an der Koralmbahn neu errichtete Bahnhof Hengsberg. Die Fahrzeit auf der Relation Graz–Deutschlandsberg verkürzt sich von 55 Minuten (via Lieboch) auf 40 Minuten (via Werndorf).
Auf Kärntner Seite verkehrt seit dem Fahrplanwechsel vom 10. Dezember 2023 die S-Bahn-Linie 3 auf der Strecke Wolfsberg–Lavanttalbahn–St. Paul im Lavanttal–Koralmbahn–Wiederndorf-Aich–Jauntalbahn–Bleiburg–Drautalbahn–Mittlern–Koralmbahn–Klagenfurt Hauptbahnhof. Derart sind Streckenteile der Lavanttalbahn, der Jauntalbahn und der Drautalbahn (ursprünglich als „Kärntner Bahn“ errichtet) an die Koralmbahn angebunden.

## Abschnitte

### Graz–Feldkirchen

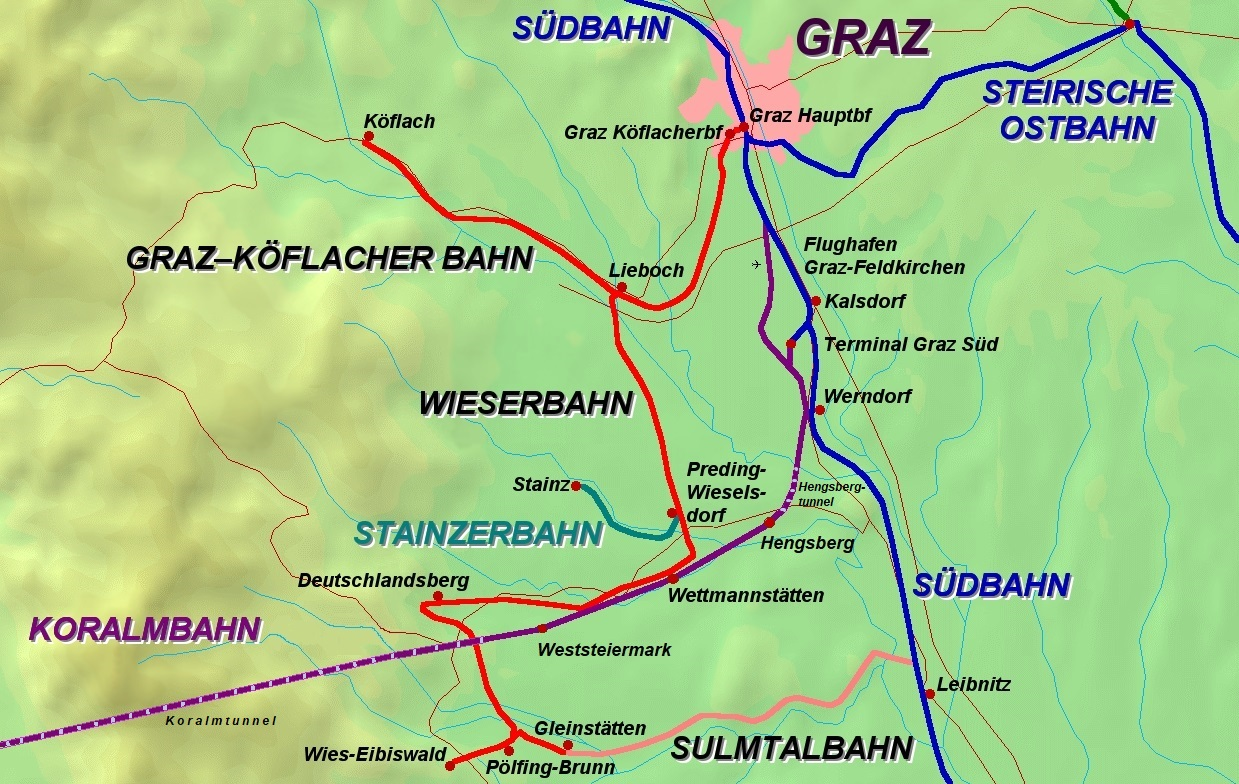
Anschluss der Koralmbahn an die Südbahn und die Wieserbahn

Geplantes Bahnnetz der Steiermark ab Inbetriebnahme der Koralmbahn

Im Dezember 2002 begann der mehrgleisige Ausbau des 1,715 km langen Streckenabschnittes Graz Hauptbahnhof–Graz Don Bosco. Erforderlich wären sechs Gleise, je zwei für die Koralmbahn, Südbahn, Steirische Ostbahn. Infolge Platzmangels konnten nur vier Gleise eingebaut werden: Das Ostbahn-Gleispaar mündet, Richtung Hauptbahnhof, in das Gleispaar der Südbahn.
Die seit 1846 verwendete zweigleisige Südbahntrasse Graz Hauptbahnhof–Spielfeld-Straß war anno 1956 ab Graz Puntigam auf ein Gleis rückgebaut worden; zweigleisig erhalten blieb die Ausweiche Lebring. Mittlerweile erfolgten Streckenadaptierungen. Aktuell sind nur noch die beiden Südbahn-Streckenabschnitte Werndorf–Wildon–Lebring und Leibnitz–Ehrenhausen–Spielfeld-Strass eingleisig in Betrieb.
Mit der künftig durchgängig zweigleisigen Südbahn-Hochleistungsstrecke Graz Hauptbahnhof–Spielfeld–Maribor erhält das Cargo Center Graz (CCG) mehr Transportkapazität.
Zwischen 2019 und 2022 wurde die zweigleisige Südbahn-Teilstrecke Graz Hbf–Graz Puntigam auf vier Gleise ausgebaut. Während desselben Zeitraumes wurden die Bahnhöfe Graz Puntigam und Feldkirchen-Seiersberg grundlegend umgebaut.
- Streckenlänge: 7,0 km
- Strecken-Längsneigung: max. 8 ‰
- Kunstbauten: 13 Unterführungen; zweigleisige Brücke in zwei 25-m-Längsteilen über die A2 (mit 2 Kränen, während 2 Nächten, 22.–24. April 2022 eingehoben; westlich neben der Südbahnbrücke, östlich neben der Geh-Rad-Brücke)[12][13]
- Baufortschritt: Graz Puntigam–Feldkirchen-Seiersberg viergleisiger Ausbau bis Ende 2023 vollzogen
- Aktuelle Nutzung: Graz Hauptbahnhof–Graz Puntigam viergleisig (je zwei Gleise für Koralmbahn und die Südbahn), Graz Puntigam–Feldkirchen-Seiersberg zweigleisig (Südbahntrasse); Koralmbahntrasse in Adaptierung

### Feldkirchen–Wettmannstätten
Im Bereich von Feldkirchen soll künftig die Steirische Ostbahn an die Südbahn und die Koralmbahn angeschlossen werden. Die Trassenauswahl dieser Verknüpfung wurde im Juni 2008 abgeschlossen.
Der 1695 Meter lange Hengsbergtunnel liegt zwischen Werndorf bzw. Weitendorf und Wettmannstätten; mit dessen Bau war Mitte 2008 begonnen worden.
Der Tunneldurchschlag erfolgte am 30. April 2009. Seit 13. Dezember 2010 wird der Hengsbergtunnel für den Betrieb der S-Bahn-Linie 6 in Dieseltraktion genutzt.
Im September 2020 begannen die Arbeiten am sogenannten „Flughafenast“, konkret am Abschnitt Feldkirchen–Weitendorf. Insgesamt enthält dieser 13 km lange Abschnitt zwölf Brücken und eine 3,2 km lange Unterflurtrasse. Aufgrund des dicht besiedelten Gebietes wird die Koralmbahntrasse im Bereich südlich der A-2-Querung, unterhalb der Landesstraße B 67 zum Flughafen und bis Zettling in einem Tunnel geführt. Auf diese Weise wird ein Höchstmaß an Umwelt- und Lärmschutz erreicht. Zwölf neue Brücken werden im Rahmen des Koralmbahn-Abschnitts hergestellt – sechs Eisenbahnbrücken und sechs Straßenbrücken. Besondere architektonische Aufmerksamkeit erhielt dabei die Brücke (Straßenbrücke der Gemeindestraße über die A 9 und Koralmbahn) im Bereich der Gemeindestraße Werndorf/Weitendorf. Sie hat eine Spannweite von 125 Metern, wiegt 3500 Tonnen und gilt als das künftige Tor zur Koralmbahn.
- Streckenlänge: 24,3 km
- Strecken-Längsneigung: max. 10 ‰
- Tunnel und Unterflurtrassen: Länge 5,8 km
- Tunnelausbruch-Querschnitt mit Sohlgewölbe (bergmännisch): 117 m²
- Tunnelquerschnitt Endausbau: 77 m²
- Kunstbauten: 2 Unterflurtrassen, 1 Tunnel, diverse Brücken
- Baufortschritt: Abschnitt Werndorf–Weitendorf–Wettmannstätten in Teilbetrieb
- Inbetriebnahme: Werndorf–Hengsberg–Wettmannstätten: Seit 13. Dezember 2010, eingleisig; S-Bahn-Linie S6, Dieseltraktion.

#### Diskutierte Flughafenanbindung
Die Koralmbahntrasse verläuft im Einzugsbereich des Flughafens Graz. Die Situierung des ab Anbeginn geplanten „Regionalbahnhofs Flughafen Graz“ ist im Streckenprofil von anno 2008 mit den km-Marken 7,985–9,800 festgeschrieben. Der Abschnitt Feldkirchen–Weitendorf sollte mittels Trassen-Verschwenkung eine Anschlussstelle zum Flughafen Graz und an das öffentliche Verkehrsnetz ermöglichen. Am unterirdischen Bahnhof im Flughafengebäude sollten auch Fernreisezüge halten. Anno 2024 wurde im Verkehrsministerium entschieden, die Koralmbahn wird (vorerst) ohne einen Bahnhof „Flughafen Graz“ in Betrieb gehen. Jedoch wurde ein Rohbau derart hergestellt, dass im Bedarfsfall ein Bahnhof „Flughafen Graz“ eingefügt werden kann.

#### Hengsbergtunnel
Bei dem rund 1,7 Kilometer langen, einröhrigen und zweigleisigen Hengsbergtunnel kamen drei unterschiedliche Baumethoden zum Einsatz: die Geschlossene und die Offene Bauweise sowie die Deckelbauweise (Südportal des Hengbergtunnels). Bei der offenen Bauweise wird vorab eine Baugrube ausgehoben, in der das Tunnelbauwerk errichtet wird. Anschließend wird die Baugrube wieder verfüllt. Die Wahl der Vortriebsart richtet sich nach topographischen Gegebenheiten und nach wirtschaftlichen Gesichtspunkten. Die Tunnelschale wurde als druckwasserdichte Weiße Wanne errichtet. Die Technik der Weißen Wanne ist eine Baumethode, die es durch spezielle Betonzusammensetzungen und einen erhöhten Bewehrungsgehalt ermöglicht, wasserdichte Bauwerke in grundwasserführenden Schichten ohne zusätzliche Abdichtungen zu errichten. Der überwiegende Teil des Hengsbergtunnels wurde konventionell im Bagger- oder Sprengvortrieb hergestellt. Der Innenausbau des Tunnels wurde um Mai 2010 fertig gestellt. Der Oberbau wurde als mit Straßenfahrzeugen befahrbare feste Fahrbahn ausgeführt. Diese Baumethode wird in Tunnelbauwerken und Wannenstrecken bevorzugt angewandt, weil sie hinsichtlich der erschwerten Zugänglichkeit, der Errichtung, Instandsetzung, Erneuerung und betrieblicher Randbedingungen am wirtschaftlich zweckmäßigsten ist.

### Wettmannstätten–Deutschlandsberg–St.Andrä–St.Paul im Lavanttal

#### IC-Bahnhof „Weststeiermark“

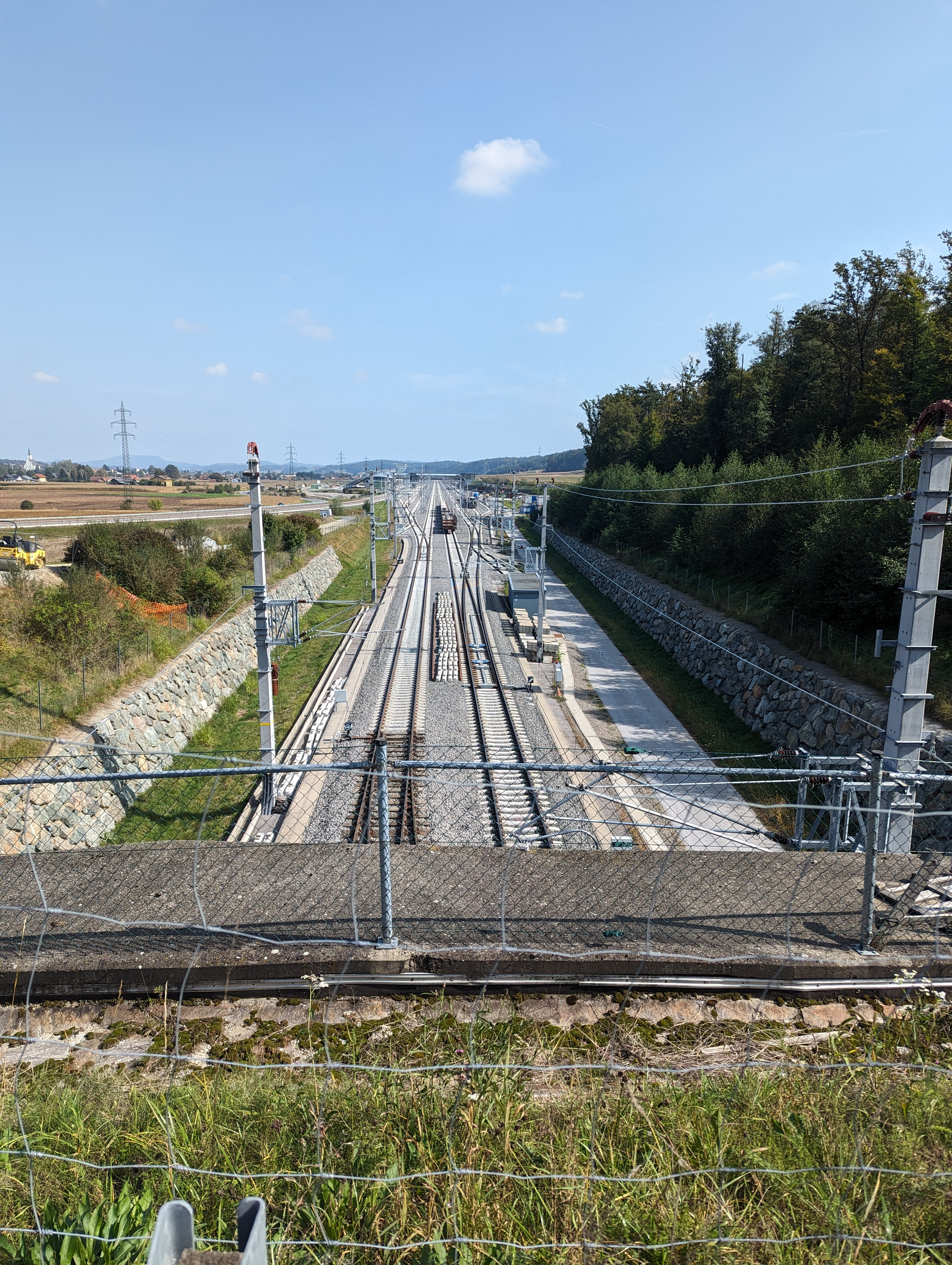
Bahnhof Weststeiermark (Oktober 2023)

Im September 2017 begann der Bau des IC-Bahnhofs „Weststeiermark“, dieser steht auf Boden der Gemeinde Groß Sankt Florian (bzw. nahe am Koralmtunnel-Ostportal, Gemeinde Frauental an der Lassnitz). Der Bahnhof enthält acht Gleise, rund 400 Park & Ride-Plätze, Infrastruktur für E-Mobilität und einen überdachten Zufahrtsbereich für Busse und Taxis. Je ein Schleifengleis verbindet zu den Bahnhöfen „Groß St. Florian“ und „Frauental-Bad Gams“ an der nunmehr elektrifizierten „Wieserbahn“-Strecke Wettmannstätten–Deutschlandsberg–Wies-Eibiswald. Die Fahrzeit ab dem Stadtbahnhof Deutschlandsberg bis Graz Hauptbahnhof wird künftig 25 Minuten betragen anstatt 40 Minuten.

#### Koralmtunnel

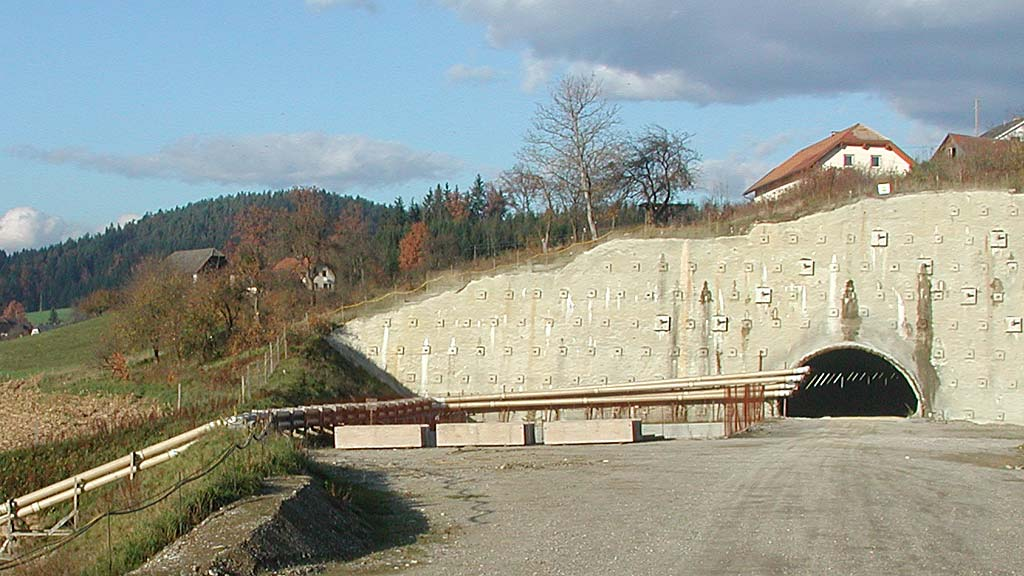
Westportal des späteren Koralmtunnels (Erkundungstunnel Mitterpichling, Bild von 2007)

Im Bauabschnitt Wettmannstätten–Deutschlandsberg–St. Andrä liegt der 32,9 km lange Koralmtunnel. Das Ostportal des Koralmtunnels liegt nahe Zeierling, im südlichen Gemeindegebiet von Frauental an der Lassnitz. Die Tunneltrasse verläuft durch die anschließenden Gemeindegebiete Deutschlandsberg (darin liegt der Zwischenangriff „Leibenfeld“), Schwanberg und Wies zum Westportal des Koralmtunnels, daher auf Kärntner Seite.
In Kärnten führt die Tunneltrasse durch die Gemeindegebiete von St. Georgen und St. Andrä im Lavanttal. An der Landesstraße L 140 wurde der Schacht „Paierdorf“ errichtet. Zirka 700 m vor dem westseitigen Ende des Koralmtunnels war der Zwischenangriff „Mitterpichling“ eingerichtet. Mit dem Westportal endet der vorliegende Projektabschnitt. Hier erfolgt die Anbindung an den benachbarten Teilabschnitt, IC-Bahnhof „St. Paul imLavanttal“.
- Streckenlänge: 43,8 km
- Strecken-Längsneigung: max. 6 ‰
- Tunnellänge: 32,8 km
- Tunnelausbruch-Querschnitt mit Sohlgewölbe: 2 × 82 m²
- Tunnel-Nettoquerschnitt: 2 × 51 m²
- Kunstbauten: Koralmtunnel, diverse Brückenobjekte

- Zum Bauablauf: Wettmannstätten–Deutschlandsberg ab Jänner 2008 in Bau.[7]

Ab Mai 2002 wurden Erkundungsbohrungen durchgeführt, die in den Bau von Sondierstollen mündeten. Diese Erkundungen lieferten die Grundlagen zur Beauftragung von Ausbrucharbeiten im Koralmtunnel (KAT). Mit dem Baulos KAT1 wurde in der Steiermark 2008 begonnen.
- 2008 bis 2013 Tunnelbaulos KAT1
- 2008 bis 2010 Vorbereitende Maßnahmen im Lavanttal: u. a. Lavantbrücke, Lavantverlegung, Errichtung des Überwerfungsgleises nahe am Tunnel-Westportal
- seit 2011: Tunnelbaulos KAT2 inklusive der Herstellung der freien Strecke bis Wettmannstätten
- 2013: Fertigstellung der Objekte „Lassnitztal“ entlang der freien Strecke
- ab 2013: Tunnelbaulos KAT3, Jänner 2014 Tunnelanschlag
- bis 2014: Bahnhöfe Wolfsberg, St. Stefan, St. Andrä im Lavanttal modernisiert; Haltestelle Priel verlegt
- ab Oktober 2017: Herstellung der Betoninnenschale am KAT2
- 14. August 2018: Durchschlag in der Koralmtunnel-Südröhre[20][21]
- 17. Juni 2020: finaler Koralmtunnel-Durchschlag in der Nordröhre

Für den Tunnelbau wurden drei Tunnelbohrmaschinen („Mauli 1“ und „Mauli 2“ von der Strabag und „Kora“ von Porr) eingesetzt. Der Tunnel wurde in Tübbingbauweise errichtet.
- Die Tunnelbohrmaschine „Mauli 1“ war 2017/18 zweimal in Störzonen steckengeblieben; einmal ab ungefähr 23. November 2017 bis ungefähr 5. Februar 2018.[23]

Die erste Testfahrt bzw. die erste Sonderfahrt durch den gesamten Koralmtunnel fand mit einem Personenzug statt: am 12. Juni 2023, von Kärnten in die Steiermark. Da die Oberleitung noch nicht installiert war, verkehrte ein ÖBB Cityjet Dieseltriebwagen; Fahrtdauer, bei 40 km/h, rund 27 Minuten. Geladen waren die Landeshauptleute von Kärnten und der Steiermark sowie Projektleiter und Vertreter diverser Medien.

### St. Paul im Lavanttal–Aich
Der Abschnitt St. Paul-Aich wurde zum größten Teil in Tunnelbauweise hergestellt. Seit 10. Dezember 2023 S-Bahn-Betrieb.
- Streckenlänge: 7,8 km
- Strecken-Längsneigung: max. 10 ‰
- Tunnellänge: rund 6,0 km
- Tunnelausbruch-Querschnitt mit Sohlgewölbe: rund 2 × 60 m²
- Tunnel-Nettoquerschnitt: 2 × 51 m²
- Kunstbauten: Tunnel Deutsch Grutschen (2600 m), Tunnel Langer Berg (2900 m, jeweils zwei eingleisige Röhren), Einhausung Granitztal (600 m), eine Straßen- und Wegbrücke, zwei Bahnbrücken. Die Tunnelkette Granitztal ist das zweitlängste Tunnelsystem der Koralmbahn.[25]

#### Baufortschritt
- 2010 Basaltteich bei Kollnitz verfüllt
- 2015 Baubeginn Tunnelkette Granitztal; letzter Tunneldurchschlag durchgeführt am 11. Dezember 2017

#### Neuer Bahnhof „St. Paul im Lavanttal“
Unter dem Arbeitstitel „Bahnhof Lavanttal“ wurde ab November 2008 im Gemeindegebiet St. Paul im Lavanttal ein Haltepunkt für Regional- und Fernzüge errichtet, wird als Überholbahnhof genutzt werden, dient jedoch bereits seit 10. Dezember 2023 als Verknüpfungsbahnhof zwischen der Koralmbahn und der Lavanttalbahn. Er wurde südlich der Deponie Lavanttal-Boden errichtet, dort, wo zuvor große Teile Koralmtunnel-Ausbruchsmaterials deponiert waren.
Die Eröffnung unter dem Namen „St. Paul im Lavanttal“ erfolgte mit dem Fahrplanwechsel am 10. Dezember 2023. Bis zur gesamtheitlichen Eröffnung der Koralmbahn (14. Dezember 2025) bedienen ausschließlich S-Bahn- und Regional-Express-Züge der Linie Wolfsberg–Klagenfurt–Wolfsberg den Bahnhof.

### Wiederndorf-Aich-Aich–Althofen/Drau

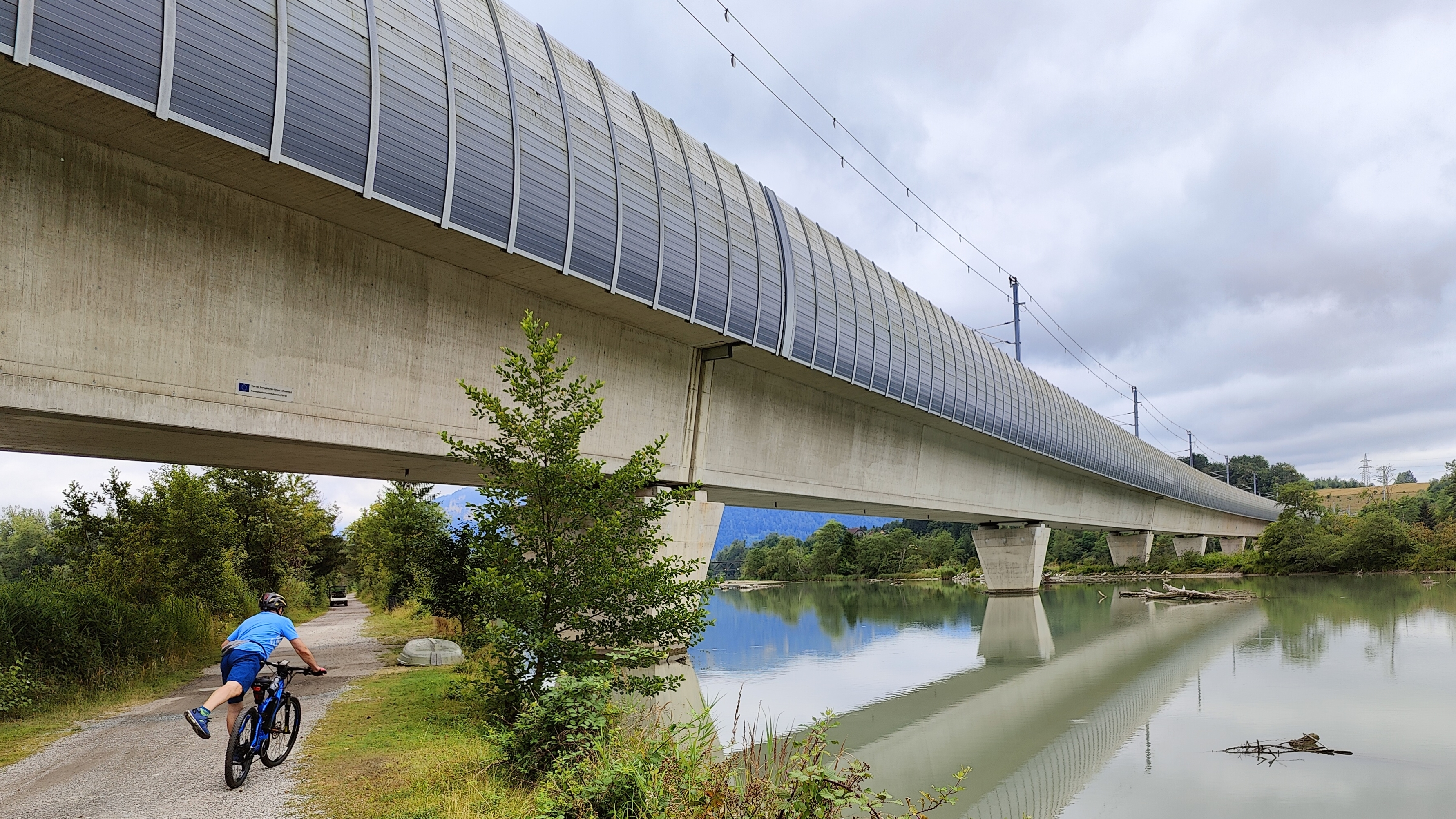
Brücke der Neubaustrecke über die Drau, bei Stein im Jauntal

Für den Streckenabschnitt Aich–Althofen wurde im März 2004 die Umweltverträglichkeitsprüfung positiv abgeschlossen, die eisenbahnrechtliche Baugenehmigung zum Bereich Aich–Mittlern erlangt. Im September 2010 wurden mit dem Baulos 60.2 im Bereich Bahnhof Kühnsdorf die Bauarbeiten aufgenommen.
- Streckenlänge: 28,6 km
- Kunstbauten: Tunnel, Jauntalbrücke, Draubrücke

#### Baufortschritt
- Haltestelle Bleiburg Stadt: fertiggestellt
- Bahnhof Bleiburg: Erste Bauphase Mitte 2010 abgeschlossen
- Baulos 60.2 Kühnsdorf: Baubeginn September 2010, Fertigstellung Dezember 2013
- Baulos 60.6 Draubrücke bei Stein: Baubeginn Herbst 2012, Fertigstellung Dezember 2014
- Baulos 60.4 Baufelderschließung Tunnelkette St. Kanzian: Baubeginn Herbst 2013, Fertigstellung Herbst 2014
- Baulos 60.3 Tunnelkette St. Kanzian: Baubeginn Februar 2015, Fertigstellung Dezember 2020
- Baulos 60.5 Tunnelkette Stein–Lind: Baubeginn Februar 2016, Fertigstellung Herbst 2020
- Baulos 60.1 Mittlern–Kühnsdorf: Baubeginn März 2016, Fertigstellung Herbst 2020
- Inbetriebnahme im Abschnitt von Mittlern (mit Abzweig zur Drautalbahn) bis Pribelsdorf (mit einer provisorischen Anbindung zur Drautalbahn) am 7. September 2020, aufgrund der in diesem Bereich zweimaligen Kreuzung der Neubaustrecke mit der Bestandstrecke der Drautalbahn, sowie Eröffnung des neuen Bahnhofs Mittlern.[29] Seit 10. Dezember 2023[veraltet] ist die Drautalbahn im Bereich Abzweig bei Grafenstein–neuer Bahnhof Mittlern in die Trasse der Koralmbahn integriert.[30] Zwischen Klagenfurt Hauptbahnhof und dem jetzigen Abzweig der Drautalbahn bei Grafenstein ist mit der Koralmbahn identisch.

#### Aich–Mittlern
Die zuvor eingleisige Jauntalbrücke – mit 430 Meter Länge und 96 Meter Höhe über dem Wasserspiegel der Drau eine der höchsten Eisenbahnbrücken Europas – erhielt ein neues Tragwerk mit darunter liegendem Geh- und Radweg. Im Vorfeld wurden im September 2015 gemeinsam mit dem Bundesheer die bestehenden Brückenpfeiler untersucht. Diese konnten mit geringen Instandsetzungsmaßnahmen für die neue Konstruktion weiterverwendet werden. Im ökologisch bedeutsamen Waldgebiet der Dobrowa werden zwei Brücken und ein Durchlass errichtet, damit Wildtiere die Bahntrasse sowie die parallel geführten Straßen gefahrlos queren können.

#### Mittlern–Kühnsdorf

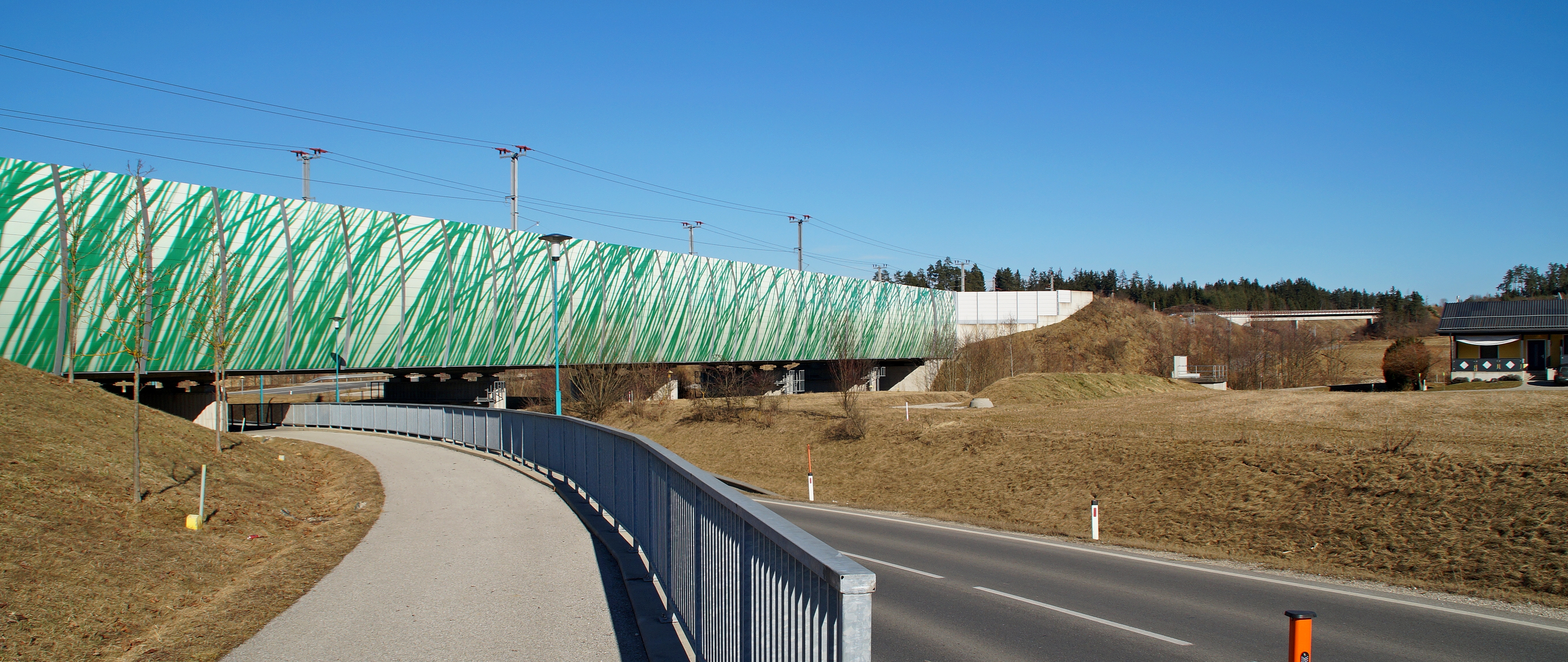
Brücke der Neubaustrecke über die Seeberg Straße in Kühnsdorf, 2021

Ab dem Frühjahr 2016 wurde im rund 7,5 km langen Bauabschnitt zwischen Kühnsdorf und Mittlern großteils im Waldgebiet der Dobrowa gebaut. Unter anderem wurde der Globasnitzerbach verlegt und im Bereich des zukünftigen Bachbettes eine Eisenbahn- und Straßenbrücke der L128a Jaunfeldstraße errichtet. Die (neue) Haltestelle Mittlern wird seit dem 7. September 2020 mit Regionalzügen bedient.
Ob der neue Bahnhof Kühnsdorf/Klopeinersee nur als S-Bahn-Halt oder auch von IC- und Railjet-Zügen bedient werden soll, war im März 2023 noch nicht endgültig festgelegt. Für die neu bestellten IC-Garnituren der ÖBB müssten die Bahnsteige um etwa 60 m verlängert werden.

#### Tunnelbauwerke
- Der seit Ende 2013 im Rohbau fertiggestellte Grüntunnel in Kühnsdorf dient auch als Lärmschutz für die Bewohner von Kühnsdorf Mitte. Der Gleisbau und die bahntechnische Ausrüstung im Abschnitt erfolgten in den Jahren 2020 bis 2022.
- Der 230 Meter lange Grüntunnel Peratschitzen wurde im Juli 2017 im Rohbau fertiggestellt. Er wurde in offener Bauweise mit Rechteck-Querschnitt hergestellt.
- Beim Tunnel Srejach (620 m) wurde im Juli 2017 die Tunneldecke hergestellt, anschließend folgten der Innenaushub die Arbeiten für die Innenschale.
- Im Sommer 2017 begann beim Tunnel Untersammelsdorf (665 m) der Hauptvortrieb. Tunneldurchschlag im April 2018 erfolgt.[34]
- Die Arbeiten am Tunnel Stein (2100 m, davon 600 m in offener Bauweise) wurden im August 2017 beendet.
- Der Tunnel Lind (Tunneldurchschlag im Februar 2017) verbindet die Draubrücke und den Koralmbahnabschnitt Klagenfurt–Althofen.[31]

### Althofen/Drau–Klagenfurt
Seit März 2001 wurde an der ersten Baustufe des Abschnitts Althofen–Grafenstein–Klagenfurt gearbeitet.
- Streckenlänge: 12,9 km
- Längsneigung max.: 3,8 ‰
- Tunnellänge: Einhausung Grafenstein 633 m
- Kunstbauten: 12 neue Unter- oder Überführungen

#### Baufortschritt
- 1. Ausbaustufe Unterbau und Brückenbau, Oberbau eingleisig im Herbst 2007 abgeschlossen
- Abschnitt Frachtenbahnhof im Herbst 2012 fertiggestellt
- 2. Ausbaustufe Oberbau zweigleisig, Baubeginn März 2015

Der Abschnitt wurde 2016 in Betrieb genommen.

## Inbetriebnahme und Verkehr

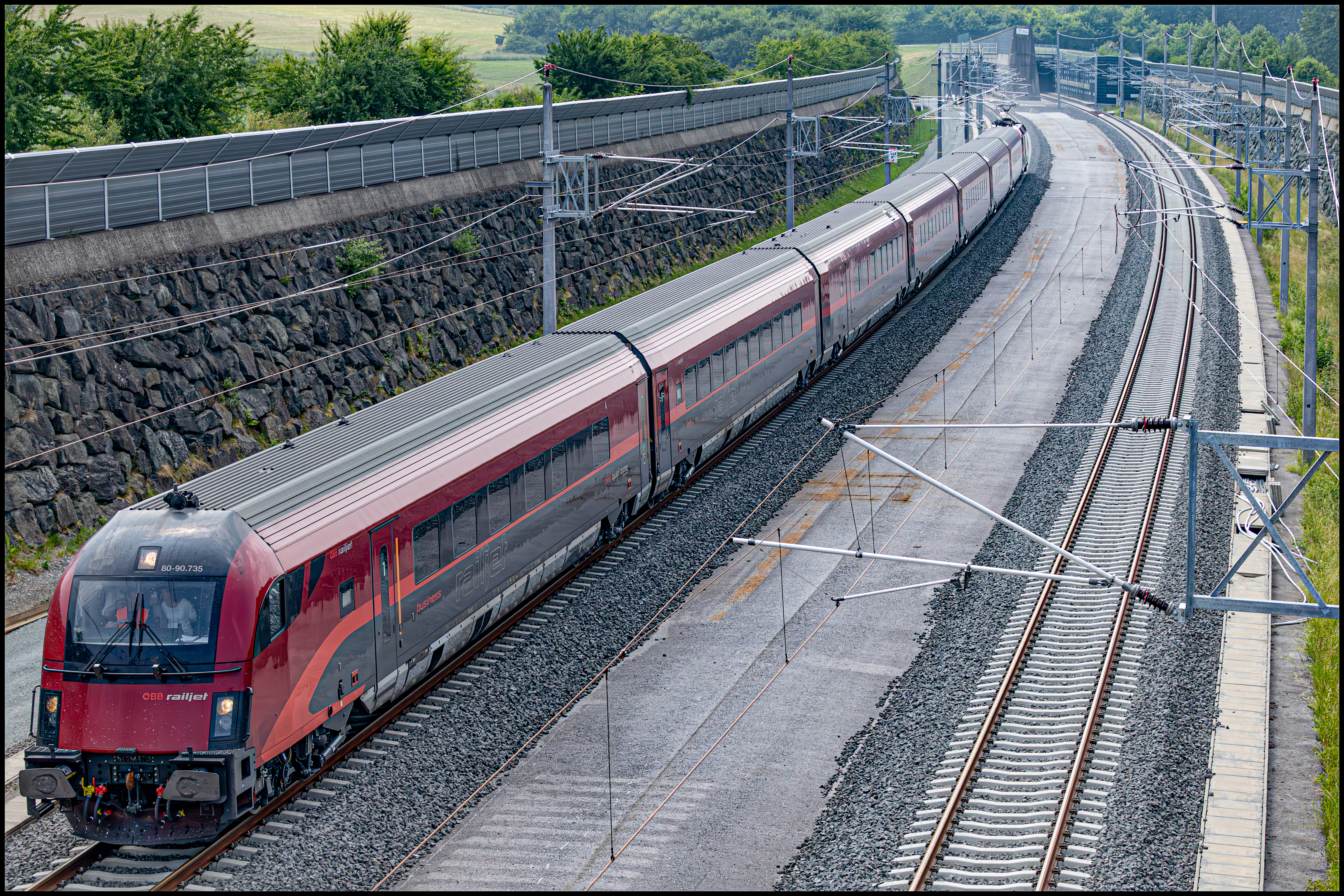
Testfahrt am Ostportal des Koralmtunnels

Der Kärntner Bereich zwischen Klagenfurt und St. Paul im Lavanttal wurde Ende 2023 in Betrieb genommen, während die gesamte Strecke der Koralmbahn erst mit Ende 2025 ihren Betrieb aufnimmt.
Zwischen Klagenfurt und Wiederndorf-Aich vor der Jauntalbrücke, wurden Anfang September 2023 erste Testfahrten mit Geschwindigkeiten von über 250 km/h durchgeführt.
Im Zuge der Inbetriebnahme des Kärntner Teils der Koralmbahn am 10. Dezember 2023 gab es einige Tage vor dem offiziellen Start eine Feier im neuen Bahnhof St. Paul im Lavanttal. Am 7. Dezember 2023 Tag verkehrten erstmals Sonder-Personenzüge zwischen Klagenfurt, St. Paul und Wolfsberg. Die Regionalzüge verkehren mit einer maximalen Geschwindigkeit von 160 km/h. Die jeweils zulässige Streckenhöchstgeschwindigkeit wird von FV-Zügen im planmäßigen Betrieb nach der Vollinbetriebnahme der Koralmbahn bis Graz ab Dezember 2025 gefahren werden.
Eine wochenlange Testphase mit über 280 Testfahrten von einzelnen Lokomotiven, Messwagen und Railjet-Garnituren, darunter Hochtastfahrten bis 250 km/h, wurde Mitte Juni 2025 abgeschlossen. Die Österreichischen Bundesbahnen begannen am 6. August 2025 mit Schulungsfahren mit Lokomotiven der Reihen 1016/1116 für Lokführer auf der Strecke mit dem Ziel des Erwerbs der Streckenkenntnis sowie der Praxisanwendung von ETCS Level 2.
Die Österreichischen Bundesbahnen kündigten einen Beginn des Güterverkehrs für Oktober 2025 an. Die Österreichischen Bundesbahnen kündigten tägliche Einsätze von siebenteiligen ICE 4 im Fernverkehr zwischen Klagenfurt und Graz mit Halt in Kühnsdorf-Klopeiner See an. Am 12. März 2025 kündigte das Unternehmen Westbahn fünf tägliche Zugpaare Wien–Villach über die Koralmbahn mit Stadler Smile ab 1. März 2026 an. Der integrierte Taktfahrplan des Personenverkehrs auf der Koralmbahn wird im September 2025 präsentiert werden.

## Finanzierung
Aufgrund der Weigerung der Niederösterreichischen Landesregierung um Landeshauptmann Erwin Pröll um den Semmeringbasistunnel kam es zum Vorziehen des Koralmbahnprojektes. Dafür wurden Geldmittel, welche zunächst für die Südbahnstrecke unter dem Semmering (Semmeringbasistunnel) bestimmt gewesen waren, für die Errichtung der Koralmbahn umgewidmet. Dazu ergriffen der ehemalige Kärntner Landeshauptmann Jörg Haider und die ehemalige steirische Landeshauptfrau Waltraud Klasnic die Initiative.
Die Bundesländer Kärnten und Steiermark haben erstmals zur Beschleunigung der Verwirklichung des Projektes einen Teil der Finanzierung übernommen (je 140 Mio. Euro). Mit dieser zivilrechtlichen Vereinbarung zwischen der Republik Österreich, den Ländern Kärnten und Steiermark und den Österreichischen Bundesbahnen wird die Realisierung der Koralmbahn festgeschrieben. Die ÖBB und der Bund haben sich verpflichtet, bis zum Jahr 2016 die Verkehrswirksamkeit herzustellen und bis zum Jahr 2018 die Koralmbahn zweigleisig fertigzustellen.
Die Koralmbahn wurde im Jahr 2002 in den Generalverkehrsplan Österreich und 2004 vollständig in den Rahmenplan (Investitionsplan für Infrastrukturvorhaben) der neustrukturierten ÖBB aufgenommen.

## Nutzen und Wirtschaftlichkeit
Befürworter des Projektes verweisen auf folgende Punkte, um den Bau der Koralmbahn vor Kritikern zu rechtfertigen:
- Für die Relation Graz–Klagenfurt entfällt der Umweg über Bruck an der Mur, wodurch sich die Fahrzeit zwischen den beiden 100 km Luftlinie voneinander entfernten Landeshauptstädten von gegenwärtig knapp drei Stunden auf weniger als 60 Minuten verkürzt. Die derzeitige Fahrzeit ist der Grund, dass derzeit der Bahnanteil am Modal Split in dieser Relation nur etwa 1 % beträgt.
- Zurzeit können Züge von Wien nur entweder nach Klagenfurt oder nach Graz geführt werden. Mit dem Bau der Koralmbahn können Züge von Wien nach Klagenfurt über Graz verkehren. Eine alternative Trassenführung der Strecke Graz–Klagenfurt über das slowenische Maribor/Marburg, wie sie in der Vergangenheit vielfach diskutiert und zur Trassenauswahl der Koralmbahn im Detail untersucht wurde, würde etwa 60 Kilometer Umweg bedeuten. Damit wäre, je nach Investitionsvolumen, eine Fahrzeit Graz–Klagenfurt zwischen 90 und 120 Minuten erzielbar. Das würde zwar die Verbindung dieser Städte gegenüber dem Status quo verbessern, jedoch würden Züge in der Relation Wien–Villach weiterhin an Graz vorbei über den Neumarkter Sattel fahren.
- Weiters können gegenwärtig über die Südbahn und die Rudolfsbahn von Wien nach Villach auf Grund der Tonnagebeschränkungen und Zughakengrenzlasten am Semmering und am Neumarkter Sattel nur geringe Zugmassen befördert werden beziehungsweise erfordern schwere Züge besondere betriebliche Maßnahmen durch Stellung von Vorspann- oder Nachschiebetriebfahrzeugen. Am Semmering kommen die Lademaßbeschränkungen als weiteres Hindernis dazu. Nach Fertigstellung der Koralmbahn und des Semmering-Basistunnels können – ähnlich wie auf der Westbahn – schwere Züge mit bis zu 2000 t mit einer Lokomotive verkehren.
- Im Endausbau – also inkl. Semmeringbasistunnel – ergeben sich auf der Strecke Wien–Graz–Villach ähnliche Fahrzeiten wie auf der Westbahn von Wien über Linz nach Salzburg; auch die Bevölkerungsverteilung entlang dieser Strecken ist vergleichbar. Daher rechnen Befürworter auch mit einer ähnlichen Auslastung im Personenverkehr.
- Die entsprechende Verlagerung von Personen- und Güterverkehr auf die Schiene bewirkt eine wesentliche Verringerung der Schadstoff- und Treibhausgasemissionen sowie der Unfallzahlen in der Relation Wien–Kärnten–Italien.
- Der regionalwirtschaftliche Nutzen beträgt laut Berechnungen der TU Wien jährlich 167 Mio. Euro (Preisbasis ca. 1995).[48][49] Dieser Nutzen, der eine der wichtigsten Gründe für die Investition darstellt, ergibt sich aus der massiven Erreichbarkeitsverbesserung, d. h. dem verbesserten Marktzugang der südlichen und südöstlichen Regionen Österreichs. Insbesondere der Raum Graz (circa 800.000 Einwohner) leide besonders durch seine räumlich isolierte Lage im südöstlichen „Windschatten“ der Alpen, vor allem im Netz der ÖBB. Durch die Koralmbahn ergibt sich eine Neuorientierung der Erreichbarkeitsstrukturen im Süden und Südosten Österreichs: von Graz aus ist Italien auf dem direktesten Wege über Kärnten erreichbar, von Kärnten aus Ungarn über Graz und schließlich wird Graz zu einem TEN-Eisenbahnknoten als Verzweigungspunkt des „Baltisch-Adriatischen Korridors“ und im Schnittbereich mit der Pyhrnachse Nürnberg/Prag–Linz–Graz–Maribor–Ljubljana/Zagreb. Allein die durch die Koralmbahn verbesserte Erreichbarkeit könnte laut der genannten Studie des Instituts für Stadt- und Regionalforschung der TU Wien in einzelnen Bezirken im Südosten potenzielle Wachstumsschübe von bis nahezu 3 % bewirken. Allerdings schlägt sich der Nutzen nicht unmittelbar in betrieblichen Einnahmen der ÖBB nieder. Hingegen hat die Koralmbahn eine hohe volkswirtschaftliche Rentabilität, die in besonderem Maße die Finanzierung der Investition aus öffentlichen Mitteln rechtfertigt.
- Der Nutzen der zusätzlichen Staatseinnahmen auf Grund der wirtschaftlichen Belebung ist rund sieben- bis achtmal so groß wie die Investitionssumme (Berechnungen des IHS).[48]
- Belebung des Arbeitsmarktes während der Bauphase (mehr als 100.000 Beschäftigte) und im Betrieb (rund 40.000 Beschäftigte), auf Grund der Wirtschaftsimpulse der Koralmbahn (laut Schätzung des Instituts für Höhere Studien).[50]
- Der betriebswirtschaftliche Nutzen für die ÖBB-Infrastruktur ist erst langfristig gegeben, wenn sie von Eisenbahnverkehrsunternehmen das dem Schieneninfrastrukturfinanzierungsgesetz[51] entsprechend erhöhte Infrastrukturbenützungsentgelt (IBE) vereinnahmen hat.
- Als Bestandteil der „Baltisch-Adriatischen Achse“ ist die Koralmbahn mit dem Semmeringbasistunnel unverzichtbarer Bestandteil des europäischen Schienennetzes. Dies wurde durch eine Untersuchung der Karl-Franzens-Universität Graz belegt.[52]
- Gegenüber der EU-Kommission wurde von der Koordinatorin des Paneuropäischen Verkehrskorridors V, Loyola de Palacio, im Juli 2006 in einem Bericht über die zögerliche Umsetzung dieses Korridors als „prioritäres TEN-Projekt Nr. 6“ angeregt, eine Verzweigung dieses Korridors über Villach–Klagenfurt–Graz in Erwägung zu ziehen.[53]
- Aufgrund einer österreichischen Initiative im Rahmen des vormaligen Paneuropäischen Korridors VI unterzeichneten die Verkehrsminister (von Norden nach Süden) von Polen, der Tschechischen Republik, der Slowakei, Österreichs und Italiens am 12. Oktober 2006 einen „Letter of Intent“ zur Verlängerung der damaligen „Prioritäten TEN-Projekte Nr. 23 und 26“ zum „Baltisch-Adriatischen Korridor“ im Verlauf Gdańsk–Warszawa–Katowice–Brno/Bratislava–Wien–Graz–Klagenfurt–Villach–Venezia–Bologna.
- Auf österreichischem Staatsgebiet wurden im Dezember 2013 mit der „TEN-T-Verordnung“ 1315/2013-EU[54] (TEN-T = Transeuropäische Netze – Transport/Verkehr) – neben der Weststrecke und der Brennerachse – die folgenden Schienenstrecken in das neu geschaffene TEN-Kernnetz, das Netz der strategisch wichtigsten Verkehrsverbindungen der EU aufgenommen:
  - (Břeclav)–Wien,
  - (Bratislava)–Marchegg–Wien (für den Personenverkehr),
  - (Bratislava) Kittsee–Parndorf–Gramatneusiedl–Wien/Wampersdorf (für den Güterverkehr),
  - Wien–Wampersdorf–Wiener Neustadt–Bruck an der Mur–Graz–(Koralmbahn)–Klagenfurt–Villach–(Tarvisio),
  - Graz–Spielfeld–(Maribor).

Diese Streckenauswahl hat sich wie das gesamte TEN-Kernnetz aus der EU-weiten Anwendung einer eigens dafür entwickelten und von allen EU-Mitgliedsstaaten anerkannten einheitlichen Planungsmethode ergeben, die auf einem gemischt geographisch-verkehrsplanerischen Ansatz beruht.
- Zugleich scheint im Anhang I der zugehörigen »CEF-Verordnung« 1316/2013-EU (CEF = Connecting Europe Facility zur Finanzierung und Implementierung der TEN-T) der „Baltisch-Adriatische Korridor“ (in der Übersetzung aus dem Englischen „Ostsee-Adria-Korridor“ genannt) auf: Der „Korridorstamm“ hat den Verlauf Gdańsk (Danzig)–Warszawa (Warschau)–Katowice (Kattowitz)–Ostrava–Brno (Brünn)–Břeclav–Wien–Graz–Klagenfurt–Villach–Udine–Cervignano–Venezia (Venedig)–Bologna–Ravenna. Hinzu kommen die „Korridoräste“ Stettin–Wrocław (Breslau)–Ostrava, Katowice–Žilina–Bratislava–Wien/Wampersdorf und Graz–Spielfeld–Maribor (Marburg)–Ljubljana (Laibach)–Koper/Trieste–Cervignano, wobei „Korridorstamm“ und „-äste“ strategisch gleichwertig sind.[56] Als Europäischer Koordinator für den Baltisch-Adriatischen Korridor fungiert der ehemalige deutsche Verkehrsminister Kurt Bodewig.

## Kritik
Die Errichtung der Koralmbahn wurde, vorwiegend während der ersten Bauphasen, immer wieder kritisch kommentiert, wobei Kritiker folgende Punkte ins Treffen führten:
- Der Verkehrsexperte Hermann Knoflacher bezeichnete den Bau der Koralmbahn 2007 als „mutwillige Geldvergeudung“, da die Bauarbeiten am Korridor V (Teilstück Budapest–Maribor–Ljubljana–Triest–Venedig) der Paneuropäischen Verkehrskorridore bereits begonnen hätten.[57] Für den TU-Verkehrsexperten Thomas Macoun ist die Linienführung „per se unsinnig“. Er bemängelt die bisher angenommenen Reisezeiten der Koralmbahn. Da eine bedeutende Personennutzung der Strecke zwischen Graz und Klagenfurt unwahrscheinlich sei, sei eine Direktverbindung zwischen den beiden Städten von einer nur geringen verkehrlichen Bedeutung.[58]
- Mehrere Bürgermeister in Mittelkärnten kritisierten 2023, die Führung der Fernzüge von Wien nach Klagenfurt über Graz könne zu Verschlechterungen entlang der bisherigen Strecke über Leoben, Judenburg, Unzmarkt und St. Veit an der Glan führen, falls die Fernverkehrszüge, die bisher alle zwei Stunden in diesen Orten halten,[59] nicht durch gleichwertige Verbindungen ersetzt würden.[60]

- Durch ein Flügelzugkonzept können auch ohne Koralmbahn Züge von Wien nach Graz und nach Klagenfurt bis Bruck an der Mur gemeinsam geführt werden.
- Die Koralmbahn macht keine durchgehende Führung von schwereren Güterzügen auf der Baltisch-Adriatischen Achse möglich, weil weiterhin bestehende Steigungen auf der Pontafelbahn zwischen Villach und Udine größer sind als jene der Bestandsstrecke über den Neumarkter Sattel. Da die Pontafelbahn auf italienischer Seite bereits aufwändig ausgebaut wurde, ist hierbei mit keiner Änderung mehr zu rechnen.
- Auch ohne Koralmbahn sind keine Kapazitätsprobleme für die Strecke von Bruck an der Mur nach Klagenfurt zu erwarten.[61]

## Fahrplansystem
Folgendes Fahrplansystem ist von der Vollinbetriebnahme der Koralmbahn bis zur Inbetriebnahme des Semmeringbasistunnels vorgesehen:
|                             | Fahrplan 2023 | Fahrplan 2023 | Fahrplan 2023 | Fahrplan 2023 | Fahrplan 2023 | Fahrplan 2023 | Fahrplan 2025 a | Fahrplan 2025 a | Fahrplan 2025 a | Fahrplan 2025 a |
| --------------------------- | ------------- | ------------- | ------------- | ------------- | ------------- | ------------- | --------------- | --------------- | --------------- | --------------- |
| Zuggattung                  | /             | /             | /             | /             | /             | /             | [ 66 ] [ 67 ]   | [ 66 ] [ 67 ]   | Xpress          | Xpress          |
| Taktintervall               | 60 min        | 60 min        | 120 min       | 120 min       | 120 min       | 120 min       | 60 min          | 60 min          | 120 min         | 120 min         |
| Bahnhof                     | Ankunft       | Abfahrt       | Ankunft       | Abfahrt       | Ankunft       | Abfahrt       | Ankunft         | Abfahrt         | Ankunft         | Abfahrt         |
| Breclav                     |               | 07:55         |               |               |               |               |                 |                 |                 | 07:55           |
| Wien Hbf                    | 08:49         | 08:58         |               | 08:18         |               |               |                 | 08:27           | 08:49           | 08:53           |
| Wien Meidling               | 09:03         | 09:05         | 08:23         | 08:25         |               |               | 08:31           | 08:33           | 08:57           | 08:59           |
| Wr. Neustadt Hbf            | 09:28         | 09:32         | 08:50         | 08:52         |               |               | 08:59           | 09:01           | 0❘              | 0❘              |
| Semmering                   | 10:15         | 10:16         | 0❘            | 0❘            |               |               | 0❘              | 0❘              | 0❘              | 0❘              |
| Mürzzuschlag                | 10:28         | 10:30         | 0❘            | 0❘            |               |               | 0?              | 0?              | 0❘              | 0❘              |
| Kapfenberg                  | 10:51         | 10:52         | 0❘            | 0❘            |               |               | 0?              | 0?              | 0❘              | 0❘              |
| Bruck/Mur                   | 10:57         | 10:59         | 10:13         | 10:15         |               |               | 10:23           | 10:25           | 10:41           | 10:43           |
| Graz Hbf                    | 11:34         |               | 0❘            | 0❘            |               |               | 11:00           | 11:02           | 11:18           | 11:21           |
| Weststeiermark              |               |               | 0❘            | 0❘            |               |               | 11:20           | 11:21           | 0❘              | 0❘              |
| Lavanttal                   |               |               | 0❘            | 0❘            |               |               | 11:37           | 11:38           | 0❘              | 0❘              |
| Klagenfurt Hbf              |               |               | 12:20         | 12:22         |               | 12:45         | 11:58           | 12:00           | 12:04           | 12:06           |
| Villach Hbf                 |               |               | 12:46         | 12:50         | 13:13         | 13:16         | 12:24           | 12:28           | 12:27           |                 |
| Spittal-Millstättersee      |               |               | 13:14         | 13:16         | 13:38         | 13:40         | 12:51           | 12:53           |                 |                 |
| (Weg a) Lienz               |               |               | 14:06         |               | 0❘            | 0❘            | 13:45           |                 |                 |                 |
| (Weg b) Schwarzach-St. Veit |               |               |               |               | 14:48         | 14:52         | 13:55           | 13:57           |                 |                 |
| (Weg b) Bischofshofen       |               |               |               |               | 15:05         | 15:07         | 14:11           | 14:13           |                 |                 |
| (Weg b) Salzburg Hbf        |               |               |               |               | 15:48         |               | 14:52           |                 |                 |                 |

## Rad-Infopfade

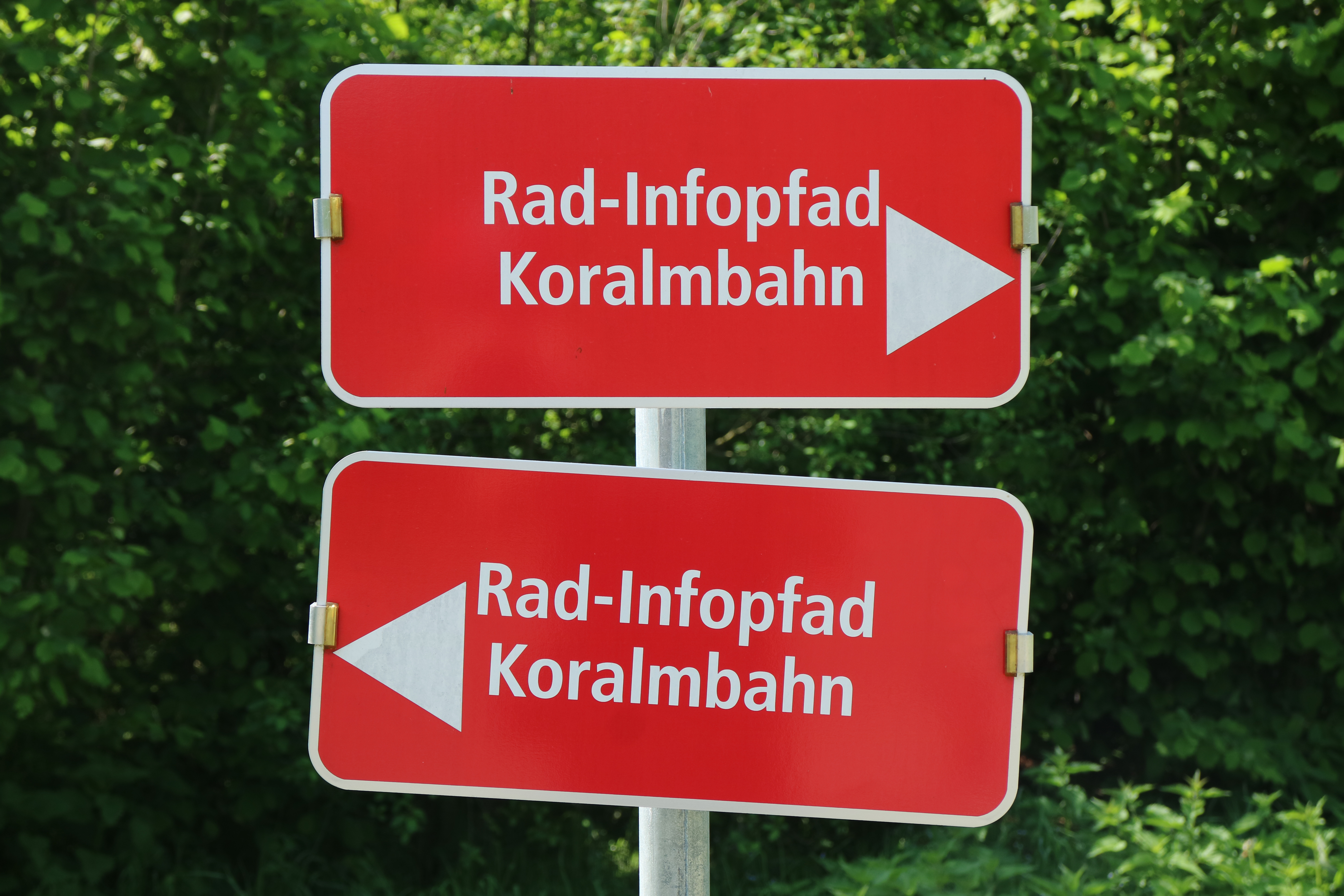
Typischer Wegweiser

Auf neu angelegten oder bereits bestehenden Begleitwegen entlang der Bahnstrecke entstanden teilweise Bewegungsflächen für Radfahrer und andere Freizeitsportler. Von der ÖBB-Infrastruktur wurde im Jahr 2011 ein über 70 km langer Radwanderweg zwischen Althofen (Gemeinde Grafenstein) und Sankt Paul im Lavanttal eröffnet. Insgesamt 18 Schautafeln informieren über Tunnel- und Brückenbau, ökologische Ausgleichsflächen, Geologie und andere Aspekte des Bahnbaus. Dazu bieten zwei „Infoboxen“ in Kühnsdorf und Sankt Paul weitere Informationen über das Projekt in Ausstellungsform.
Auf steirischer Seite führt ein ebensolcher Rad-Infopfad von der GKB-Haltestelle Hollenegg über 24 km nach Werndorf südlich von Graz. Wie auch in Kärnten führt der Radwanderweg über Gemeinde- und Bahnbegleitstraßen entlang der einzelnen Baustellen. Punkte von besonderem Interesse sind etwa der Hengsbergtunnel, der mit einem Anstieg von 60 Hm umfahren werden muss, oder archäologische Fundstätten im Laßnitztal, die im Zuge der Planungsarbeiten zum Koralmbau freigelegt worden waren. Bei Leibenfeld (Stadtgemeinde Deutschlandsberg) wurde eine weitere Infobox sowie eine Aussichtsplattform eingerichtet. Die Infopfade werden von der EU-Fazilität „Connecting Europe“ co-finanziert.